# Xanthopimpla fraterculus
Xanthopimpla fraterculus là một loài tò vò trong họ Ichneumonidae.